# Paitzdorf
Paitzdorf est une commune rurale de Thuringe (Allemagne), située dans l'arrondissement de Greiz. Elle fait partie de la 'Communauté d'administration Ländereck (Verwaltungsgemeinschaft Ländereck).

## Géographie

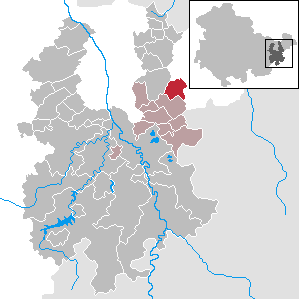
Situation de la commune (en rouge) dans l'arrondissement

Paitzdorf est située au nord-est de l'arrondissement, à la limite avec l'arrondissement du Pays-d'Altenbourg, le village de Mennesdorf est traversée par la rivière Westliche Sprötte. La commune appartient à la communauté d'administration Ländereck et se trouve à 3 km au sud-est de Ronneburg, à 15 km à l'est de Gera et à 20 km au nord de Greiz, le chef-lieu de l'arrondissement.
La commune est formée par les deux villages de Paitzdorf et Mennsdorf, ancienne commune incorporée à Paitzdorf en 1950.
Communes limitrophes (en commençant par le nord et dans le sens des aiguilles d'une montre) : Ronneburg, Posterstein, Heukewalde et Rückersdorf.

## Histoire

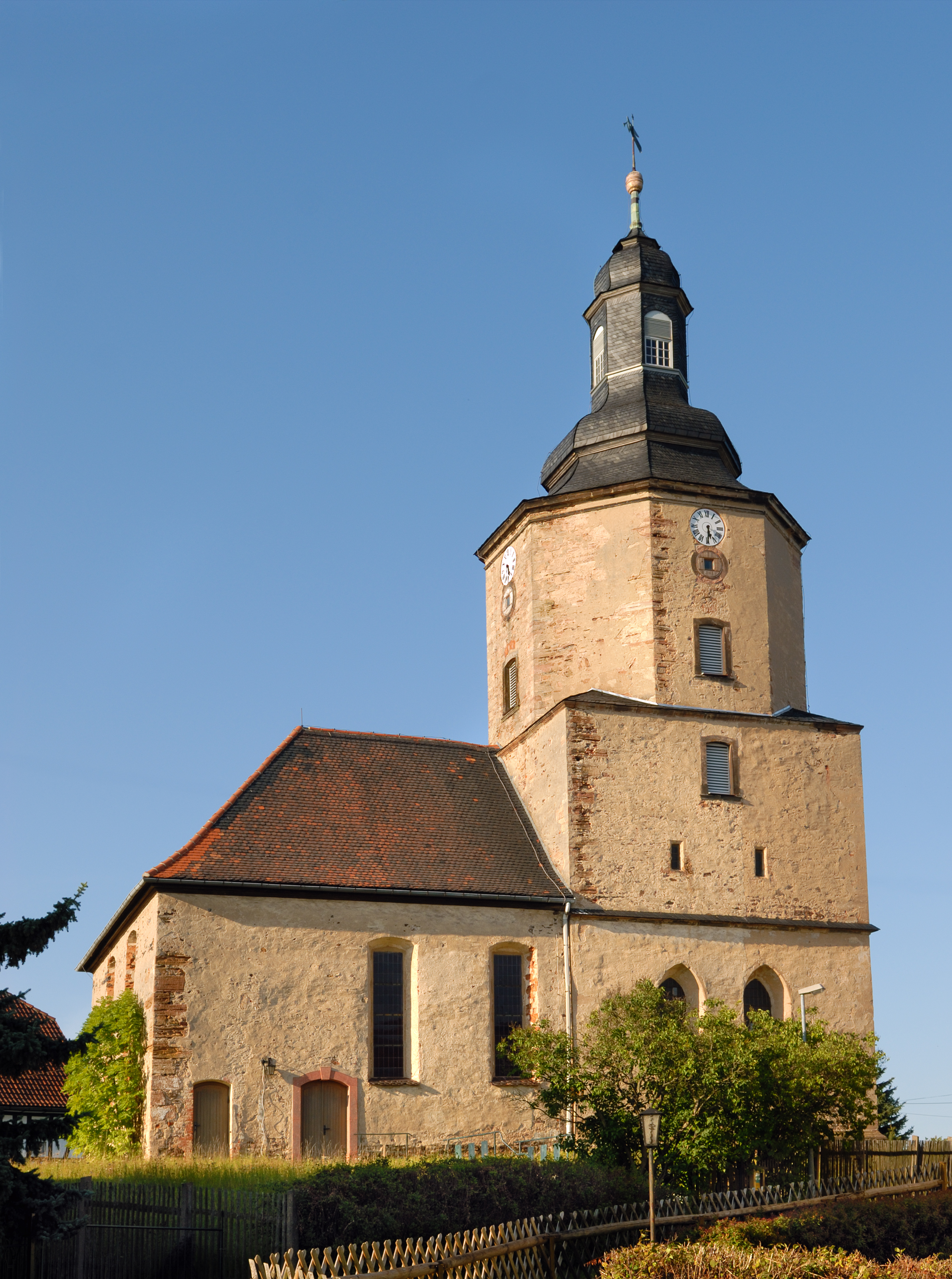
l'église de Paitzdorf

La première mention écrite de Paitzdorf date de 1290.
Paitzdorf et Mennsdorf ont fait partie du Duché de Saxe-Altenbourg (cercle oriental, ostkreis). En 1838, 40 villageois émigrent aux États-Unis pour des raisons religieuses. Ils fondent une communauté avec d'autres colons allemands dans le Missouri, de nos jours Uniontown ainsi que l'Église luthérienne - Synode de Missouri.
Paitzdorf et Mennsdorf rejoignent le land de Thuringe en 1920 (arrondissement de Gera). Après la seconde Guerre mondiale, la commune est intégrée à la zone d'occupation soviétique puis à la République démocratique allemande en 1949 au district de Gera (arrondissement de Gera).

## Démographie
Commune de Paitzdorf dans ses dimensions actuelles :
| 1910 | 1933 | 1939 | 1995 | 2000 | 2005 | 2010 |
| ---- | ---- | ---- | ---- | ---- | ---- | ---- |
| 605  | 573  | 573  | 417  | 432  | 445  | 392  |

## Communications
La commune est traversée par la route régionale L1081 qui la relie à Seelingstädt et la nationale B7 ainsi qu'à l'autoroute A4 et par la K516 qui rejoint Ronneburg et Posterstein.